# Signal (revista)
Signal va ser una revista il·lustrada, de caràcter propagandístic, editada a l'Alemanya nazi durant la Segona Guerra Mundial, entre 1940 i 1945. La revista, de publicació quinzenal, tractava principalment sobre el desenvolupament de la guerra als diferents fronts així com altres temes (ciència, cultura, societat, etcètera). Les seves fotografies d'alta qualitat eren excepcionals per aquella l'època, aconseguint una gran difusió. Va ser editada per Deutscher Verlag.
Les seves fotografies, de gran qualitat, tenen un gran valor documental, havent servit d'inspiració per a sèries com " Hazañas Bélicas " (1948-1958) de Boixcar.
La revista italiana Tempo, editada pel Ministeri de Cultura Popular, va constituir la contrapart de la Itàlia feixista a la revista Signal de l'Alemanya nazi.

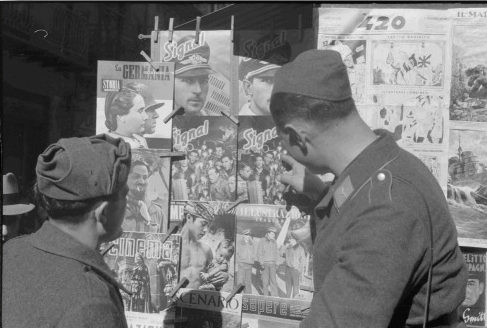
Exemplars de la revista Signal en un quiosc de Palerm (Itàlia). Estiu de 1941.

Paral·lelament a Der Adler, el seu equivalent de la Luftwaffe, la revista va ser creada a l'abril de 1940 pel coronel Hasso von Wedel, cap de l'Oficina de Propaganda de la Wehrmacht. Signal va néixer originalment com a suplement del setmanari gràfic Berliner Illustrirte Zeitung, i va quedar fora del control del Ministeri de Propaganda de Joseph Goebbels. El títol no es va escollir a l'atzar, ja que la paraula Signal s'escriu igual en anglès, alemany i francès i apareix de manera força similar en molts altres idiomes (Signalet en danès, Señal en castellà, Signaal en flamenc, Sinal en portuguès, Signaali en finès, Segnale in italià...) i en tots té el mateix significat. L'edició en castellà va néixer al gener de 1941. 
La revista tenia un gran format, amb unes dimensions de 26 x 37 cm, i el seu gruix oscil·lava al voltant d'unes quaranta pàgines.
Editada per l'empresa Deutscher Verlag AG, arribaria a difondre's en més de vint països, primer als ocupats per l'Alemanya nazi, però després també als Estats Units d'Amèrica, l' Espanya franquista, Orient Mitjà, etc. Signal va arribar a editar-se en 26 idiomes, amb edició en rus des del 1942, però conservant sempre part del text en alemany. La revista constava duna part comuna a totes les versions, que contenia informació general, amb un apartat local propi de cada país. Cap al 1943 la revista, que ja era publicada en varis idiomes i països, va aconseguir una tirada de 2,5 milions d'exemplars.